# Savannah (kat)
Savannah er en katterace, der er en krydsning mellem serval og huskat. 

## Historie
Den første registrerede Savannah blev født den 7. april 1986. En huskat fødte en killing med en afrikansk serval. Både katten og racen kom til at hedde Savannah. Amerikaneren Patrick Kelly hørte om denne kat, der både havde egenskaber fra serval og huskat, og han besluttede sig for at udvikle en ny race. Sammen med Joyce Sroufe udformede de den originale standard. Den internationale katteorganisation TICA accepterede racen som "Advanced New Breed" i 2001. Den opnåede "Championship status" i 2012, så den kan deltage i konkurrencer.

## Udseende
Savannah'en er en temmelig stor, slank og graciøs kat. Den har påfaldende pletter efter dens forfader servalen, men den er mindre i statur og har lange ben, en lang hals, store ører og en ret kort hale.
Generelt afhænger størrelsen af hvilken generation Savanah'en er født fra.
- Serval Længde 70-100 cm (bryst-bag), Højde 54-62 cm (skulder), Vægt 9-18 kg
- F1 Længde 55-60 cm (bryst-bag)  Højde 40-45 cm (skulder)  Vægt 7-8 kg
- F2 Længde 50-55 cm (bryst-bag)  Højde 38-45 cm (skulder) Vægt 6-7 kg
- F3 Længde 45-53 cm (bryst-bag)  Højde 35-43 cm (skulder)  Vægt 5-6 kg
- F4 Længde 40-45 cm (bryst-bag)  Højde 32-38 cm (skulder)  Vægt 5-6 kg
- F5 Længde 40-45 cm (bryst-bag)  Højde 32-38 cm (skulder)  Vægt 4-9 kg
- F6 Længde 40-45 cm (bryst-bag)  Højde 32-38 cm (skulder)  Vægt 4-8 kg

## Adfærd
Savannah'en kan trænes til at gå i snor. Den hilser folk med det såkaldte headbutt. Nogle katte er meget sociale og venlige overfor fremmede, mens andre gemmer sig og måske endda hvæser. Mange Savannah ejere siger, at katten gør et stort indtryk på dem på grund af dens intelligens. Samtidig er de fleste ualmindelig gode til at springe. Nogle katte kan komme helt op i 2,5 meters højde fra stående position.[kilde mangler]
Savannah'er er meget nysgerrige. Vand ser ud til at begejstre de fleste Savanah'er. En sjov ting ved katten er dens måde at fluffe halens rod på, når den hilser på dig.[kilde mangler] Dette må ikke forveksles med en fluffning af hele halen og en del af ryggen, hvilket udtrykker angst.
Savannah'ens lyde kan ofte både minde om en domesticeret kat og en serval eller en blanding af begge. Yderligere kan de hvæse. Lyden er ikke at sammenligne med en domesticeret kats hvæsen. Den minder mere om en meget højrøstet slange. Hvæsen og endda aggressiv opførsel i den forbindelse forefindes næsten kun i F1-generationen, eller lejlighedsvis hos F2-generationen. Socialiseres katten tilstrækkelig, vil denne opførsel nedtones eller endda helt forsvinde.[kilde mangler]

## Eksterne kilder og henvisninger
- Savannah Breed Profile Arkiveret 7. december 2010 hos  Wayback Machine (engelsk)
- TICAs officielle afdeling for Savannah (engelsk)

- Wikimedia Commons har flere filer relateret til Savannah-katte

- Wikimedia Commons har flere filer relateret til Kattehybrider